# Le Perchay
Le Perchay és un municipi francès, situat al departament de Val-d'Oise i a la regió de Illa de França. L'any 2007 tenia 508 habitants.
Forma part del cantó de Pontoise, del districte de Pontoise i de la Comunitat de comunes Vexin centre.

## Demografia

### Població
El 2007 la població de fet de Le Perchay era de 508 persones. Hi havia 172 famílies, de les quals 24 eren unipersonals (12 homes vivint sols i 12 dones vivint soles), 44 parelles sense fills, 92 parelles amb fills i 12 famílies monoparentals amb fills.
La població ha evolucionat segons el següent gràfic:
Habitants censats

### Habitatges
El 2007 hi havia 188 habitatges, 178 eren l'habitatge principal de la família, 7 eren segones residències i 3 estaven desocupats. 170 eren cases i 18 eren apartaments. Dels 178 habitatges principals, 131 estaven ocupats pels seus propietaris, 46 estaven llogats i ocupats pels llogaters i 1 estava cedit a títol gratuït; 1 tenia una cambra, 10 en tenien dues, 25 en tenien tres, 39 en tenien quatre i 103 en tenien cinc o més. 132 habitatges disposaven pel capbaix d'una plaça de pàrquing. A 66 habitatges hi havia un automòbil i a 101 n'hi havia dos o més.

### Piràmide de població
La piràmide de població per edats i sexe el 2009 era:
| Homes | Edats   | Dones |
| ----- | ------- | ----- |
| 0     | 95 o +  | 0     |
| 0     | 90 a 94 | 0     |
| 4     | 85 a 89 | 0     |
| 0     | 80 a 84 | 4     |
| 8     | 75 a 79 | 12    |
| 0     | 70 a 74 | 0     |
| 4     | 65 a 69 | 4     |
| 16    | 60 a 64 | 4     |
| 8     | 55 a 59 | 8     |
| 4     | 50 a 54 | 12    |
| 24    | 45 a 49 | 20    |
| 36    | 40 a 44 | 40    |
| 20    | 35 a 39 | 20    |
| 12    | 30 a 34 | 8     |
| 4     | 25 a 29 | 24    |
| 12    | 20 a 24 | 20    |
| 20    | 15 a 19 | 0     |
| 20    | 10 a 14 | 28    |
| 44    | 5 a 9   | 20    |
| 12    | 0 a 4   | 0     |

## Economia
El 2007 la població en edat de treballar era de 354 persones, 278 eren actives i 76 eren inactives. De les 278 persones actives 261 estaven ocupades (139 homes i 122 dones) i 17 estaven aturades (9 homes i 8 dones). De les 76 persones inactives 15 estaven jubilades, 43 estaven estudiant i 18 estaven classificades com a «altres inactius».

### Ingressos
El 2009 a Le Perchay hi havia 191 unitats fiscals que integraven 548,5 persones, la mediana anual d'ingressos fiscals per persona era de 23.249 €.

### Activitats econòmiques
Dels 14 establiments que hi havia el 2007, 1 era d'una empresa de fabricació de material elèctric, 1 d'una empresa de fabricació d'altres productes industrials, 2 d'empreses de construcció, 2 d'empreses de comerç i reparació d'automòbils, 1 d'una empresa d'hostatgeria i restauració, 1 d'una empresa d'informació i comunicació, 1 d'una empresa immobiliària, 3 d'empreses de serveis i 2 d'empreses classificades com a «altres activitats de serveis».
Dels 3 establiments de servei als particulars que hi havia el 2009, 1 era un paleta, 1 fusteria i 1 restaurant.
L'any 2000 a Le Perchay hi havia 6 explotacions agrícoles que ocupaven un total de 153 hectàrees.

## Equipaments sanitaris i escolars
El 2009 hi havia una escola elemental.

## Poblacions més properes
El següent diagrama mostra les poblacions més properes.